# Hierochloe zinserlingii
Hierochloe zinserlingii là một loài thực vật có hoa trong họ Hòa thảo. Loài này được Tzvelev mô tả khoa học đầu tiên năm 1973.